# Philippe Soirat
Philippe Soirat (* 11. März 1961 in Menton) ist ein französischer Jazzmusiker (Schlagzeug).

## Leben und Wirken
Soirat beschäftigte sich zunächst als Autodidakt mit dem Schlagzeug. Dann studierte er sowohl am Konservatorium von Monaco als auch am Zentrum für zeitgenössische Musik in Nizza. 1986 zog er nach Paris, wo er mit Musikern wie Barney Wilen, Ricky Ford, Yannick Rieu, Lionel und Stéphane Belmondo, Ray Brown, Laurent de Wilde, Johnny Griffin, Dee Dee Bridgewater, Mark Turner, Phil Woods und Steve Grossman arbeitete. Mit seinem Quartett, zu dem der Saxophonist David Prez, der Pianist Vincent Bourgeyx und der Bassist Yoni Zelnik gehören, legte er 2015 ein erstes Album unter eigenem Namen vor, dem 2019 ein zweites Album in gleicher Besetzung folgte. Er ist auf beinahe 70 Alben zu hören, darunter Tonträger von Pierre-Yves Sorin (Parfums de Contrebasse), Mathias Allamane/Barry Harris, François Théberge, Gaël Horellou, Laurence Allison, Laurent Coq, der Dal Sasso/Belmondo Big Band und von Samy Thiébault.

## Diskographische Hinweise
- George Cables Trio Alone Together (Movieplay 1995, mit Carlos Barretto)
- You Know I Care (Paris Jazz Underground 2015)[4]
- Lines and Spaces (Paris Jazz Underground 2019)[2]